# Косминское
Косминское — пресноводное озеро в Заполярном районе на юго-западе Ненецкого автономного округа, расположено на границе с Усть-Цилемским районом Республики Коми, в 184 км к северо-западу от деревни Нонбург. Входит в Косминскую систему озёр.

## Общие сведения
Площадь озера 12,6 км². Высота над уровнем моря — 102,6 м. Протяжённость озера 5,8 км, в северной части ширина достигает 2,8 км. Площадь водосбора составляет 374 км2. Преобладают глубины около 3 м. Максимальная глубина — 18 м.

## Описание
Косминское озеро имеет форму, вытянутую с юго-востока на северо-запад, береговая линия умеренно изрезана. Впадают реки Харловая и Засарайка. На юге соединено проливом с озером Устьино, из которого вытекает река Косминская Виска, относящаяся к бассейну Баренцева моря. Острова отсутствуют. Реками и протоками соединено с соседними менее крупными озёрами: Ладыгино на западе, Заостровское на северо-западе, Паново на северо-востоке, Короткое на востоке. К востоку также лежит обширное Косминское болото. Берега низкие, местами заболоченные, покрыты тайгой.
В озере обитают пелядь, хариус, язь, щука, плотва, золотой карась, елец, окунь, гольян, ёрш и налим.